# Nuoto ai campionati mondiali di nuoto 2023 - Staffetta 4x200 metri stile libero femminile
La gara di nuoto della staffetta 4x200 metri stile libero femminile dei campionati mondiali di nuoto 2023 è stata disputata il 27 luglio 2023 presso il Marine Messe Fukuoka di Fukuoka. Vi hanno preso parte 18 squadre nazionali.
La gara è stata vinta dalla squadra australiana, formata da Mollie O'Callaghan, Shayna Jack, Brianna Throssell e Ariarne Titmus, mentre l'argento e il bronzo sono andati rispettivamente alla squadra statunitense, formata da Erin Gemmell, Katie Ledecky, Bella Sims e Alex Shackell, e a quella cinese, formata da Li Bingjie, Li Jiaping, Ai Yanhan e Liu Yaxin.

## Podio
| Posizione | Nazione     | Atlete |
| --------- | ----------- | --- |
| Oro       | Australia   | Mollie O'Callaghan Shayna Jack Brianna Throssell Ariarne Titmus Madison Wilson* Lani Pallister* Kiah Melverton* |
| Argento   | Stati Uniti | Erin Gemmell Katie Ledecky Bella Sims Alex Shackell Leah Smith* Anna Paplowski*                                 |
| Bronzo    | Cina        | Li Bingjie Li Jiaping Ai Yanhan Liu Yaxin Yang Peiqi* Ge Chutong*                                               |

* Indica le nuotatrici che hanno preso parte solo alle batterie

## Programma
| Data           | Ora (UTC+9) | Turno    |
| -------------- | ----------- | -------- |
| 27 luglio 2023 | 11:45       | Batterie |
| 27 luglio 2023 | 21:45       | Finale   |

## Record
Prima della competizione il record del mondo e il record dei campionati erano i seguenti:
| Record mondiale       | 7'40"33 | Cina Yang Junxuan (1'54"37) Tang Muhan (1'55"00) Zhang Yufei (1'55"66) Li Bingjie (1'55"30)              | 29 luglio 2021 Tokyo, Giappone    |
| Record dei campionati | 7'41"50 | Stati Uniti Claire Weinstein (1'56"71) Leah Smith (1'56"47) Katie Ledecky (1'53"67) Bella Sims (1'54"60) | 22 giugno 2022 Budapest, Ungheria |

Durante la competizione è stato battuto il seguente record:
| Data      | Evento | Atleti                                                                                                  | Nazione   | Tempo   | Record          |
| --------- | ------ | --- | --------- | ------- | --------------- |
| 27 luglio | Finale | Mollie O'Callaghan (1'53"66) Shayna Jack (1'55"63) Brianna Throssell (1'55"80) Ariarne Titmus (1'52"41) | Australia | 7'37"50 | Record mondiale |

## Risultati

### Batterie
| Pos. | Batteria | Corsia | Nazione       | Atlete | Tempo   | Note             |
| ---- | -------- | ------ | ------------- | --- | ------- | ---------------- |
| 1    | 1        | 4      | Stati Uniti   | Leah Smith (1'57"78) Erin Gemmell (1'55"65) Alex Shackell (1'56"05) Anna Peplowski (1'56"88)                          | 7'46"36 | Q                |
| 2    | 2        | 4      | Australia     | Madison Wilson (1'57"06) Lani Pallister (1'56"83) Brianna Throssell (1'56"31) Kiah Melverton (1'57"64)                | 7'47"84 | Q                |
| 3    | 1        | 3      | Regno Unito   | Freya Colbert (1'57"35) Abbie Wood (1'57"35) Medi Harris (1'58"74) Lucy Hope (1'57"32)                                | 7'51"13 | Q                |
| 4    | 1        | 5      | Cina          | Ai Yanhan (1'56"97) Yang Peiqi (1'59"07) Ge Chutong (1'58"21) Li Jiaping (1'57"30)                                    | 7'51"55 | Q                |
| 5    | 2        | 3      | Paesi Bassi   | Janna van Kooten (1'58"48) Imani de Jong (1'59"35) Silke Holkenborg (1'59"42) Marrit Steenbergen (1'56"27)            | 7'53"52 | Q                |
| 6    | 2        | 5      | Canada        | Ella Jansen (1'59"53) Emma O'Croinin (1'58"10) Brooklyn Douthwright (1'58"25) Katerine Savard (1'58"85)               | 7'54"73 | Q                |
| 7    | 2        | 6      | Ungheria      | Lilla Minna Ábrahám (1'59"12) Nikolett Pádár (1'57"83) Ajna Késely (1'58"78) Dóra Molnár (1'59"53)                    | 7'55"26 | Q                |
| 8    | 1        | 6      | Brasile       | Stephanie Balduccini (1'59"83) Maria Fernanda Costa (1'58"13) Gabrielle Roncatto (1'59"12) Nathália Almeida (1'59"06) | 7'56"14 | Q                |
| 9    | 2        | 2      | Giappone      | Rio Shirai (1'58"80) Nagisa Ikemoto (1'58"33) Chihiro Igarashi (1'59"94) Kinuko Mochizuki (2'00"15)                   | 7'57"22 |                  |
| 10   | 1        | 1      | Israele       | Anastasia Gorbenko (1'58"18) Daria Golovaty (1'59"36) Ayla Spitz (2'00"80) Lea Polonsky (2'00"68)                     | 7'59"02 | Record nazionale |
| 11   | 2        | 7      | Nuova Zelanda | Erika Fairweather (1'57"02) Eve Thomas (1'59"80) Summer Osborne (2'02"81) Caitlin Deans (2'00"48)                     | 8'00"11 |                  |
| 12   | 1        | 2      | Italia        | Sofia Morini (1'59"36) Costanza Cocconcelli (2'00"70) Sara Franceschi (1'59"30) Emma Virginia Menicucci (2'00"77)     | 8'00"13 |                  |
| 13   | 1        | 7      | Germania      | Isabel Gose (1'58"71) Leonie Kullmann (2'00"84) Nele Schulze (2'01"13) Nina Holt (1'59"80)                            | 8'00"48 |                  |
| 14   | 1        | 8      | Spagna        | Carla Carron (2'01"28) Ainhoa Campabadal (2'01"24) Alba Herrero (2'00"44) Paula Juste (2'00"66)                       | 8'03"62 |                  |
| 15   | 2        | 8      | Corea del Sud | Kim Seo-yeong (1'59"87) Hur Yeon-kyung (1'59"38) Han Da-kyung (2'03"10) Park Su-jin (2'03"05)                         | 8'05"40 |                  |
| 16   | 2        | 1      | Austria       | Lena Kreundl (2'01"69) Marlene Kahler (2'00"69) Cornelia Pammer (2'00"84) Lena Opatril (2'02"55)                      | 8'05"77 |                  |
| 17   | 2        | 9      | Belgio        | Valentine Dumont (1'58"92) Fleur Verdonck (2'01"20) Lotte Vanhauwaert (2'02"32) Lana Ravelingien (2'04"50)            | 8'06"94 |                  |
| 18   | 2        | 0      | Turchia       | Deniz Ertan (2'03"03) Merve Tuncel (2'01"03) Ecem Dönmez (2'02"78) Ela Naz Özdemir (2'03"92)                          | 8'10"76 |                  |
| -    | 1        | 0      | Messico       | | -       | dns              |

### Finale
| Pos.    | Corsia | Nazione     | Atlete | Tempo   | Note |
| ------- | ------ | ----------- | --- | ------- | ---- |
| Oro     | 5      | Australia   | Mollie O'Callaghan (1:53.66) Shayna Jack (1:55.63) Brianna Throssell (1:55.80) Ariarne Titmus (1:52.41)               | 7:37.50 |      |
| Argento | 4      | Stati Uniti | Erin Gemmell (1:55.97) Katie Ledecky (1:54.39) Bella Sims (1:54.64) Alex Shackell (1:56.38)                           | 7:41.38 |      |
| Bronzo  | 6      | Cina        | Li Bingjie (1:55.83) Li Jiaping (1:57.54) Ai Yanhan (1:55.57) Liu Yaxin (1:55.46)                                     | 7:44.40 |      |
| 4       | 3      | Regno Unito | Freya Colbert (1:56.16) Lucy Hope (1:57.32) Abbie Wood (1:56.85) Freya Anderson (1:56.30)                             | 7:46.63 |      |
| 5       | 7      | Canada      | Mary-Sophie Harvey (1:58.50) Summer McIntosh (1:53.97) Emma O'Croinin (1:59.24) Brooklyn Douthwright (1:58.27)        | 7:49.98 |      |
| 6       | 2      | Paesi Bassi | Janna van Kooten (1:58.17) Imani de Jong (1:59.60) Silke Holkenborg (1:59.69) Marrit Steenbergen (1:55.47)            | 7:52.93 |      |
| 7       | 1      | Ungheria    | Nikolett Pádár (1:56.74) Lilla Minna Ábrahám (1:59.30) Dóra Molnár (1:59.16) Ajna Késely (1:59.45)                    | 7:54.65 |      |
| 8       | 8      | Brasile     | Stephanie Balduccini (2:01.05) Maria Fernanda Costa (1:59.01) Gabrielle Roncatto (1:59.22) Nathália Almeida (1:59.82) | 7:59.10 |      |